# Aleš Höffer
Aleš Höffer (Checoslovaquia, 3 de diciembre de 1962-14 de diciembre de 2008) fue un atleta checoslovaco especializado en la prueba de 60 m vallas, en la que consiguió ser campeón europeo en pista cubierta en 1988.

## Carrera deportiva
En el Campeonato Europeo de Atletismo en Pista Cubierta de 1988 ganó la medalla de oro en los 60 m vallas, con un tiempo de 7.56 segundos, por delante del británico Jon Ridgeon y el español Carlos Sala.